# Vic-le-Fesq
Vic-le-Fesq – miejscowość i gmina we Francji, w regionie Oksytania, w departamencie Gard.
Według danych na rok 1990 gminę zamieszkiwało 250 osób, a gęstość zaludnienia wynosiła 26 osób/km² (wśród 1545 gmin Langwedocji-Roussillon Vic-le-Fesq plasuje się na 666. miejscu pod względem liczby ludności, natomiast pod względem powierzchni na miejscu 773.).